# Bonawentura Niemojowski
Bonawentura Niemojowski (Słupia pod Kępnem, 4 settembre 1787 – Vanves, 15 giugno 1835) è stato un avvocato, scrittore e politico polacco è stato inoltre membro del Governo Nazionale Polacco durante la Rivolta di Novembre contro lo Zar Nicola I di Russia (1830-1831). Come scrittore, è ricordato tra i romantici.
Nato a Słupia, vicino Kępno, una città della Polonia centro-meridionale, da una famiglia appartenente alla szlachta, la nobiltà polacca, studiò in un primo momento a Varsavia, in una scuola gestita dai Chierici Regolari Poveri della Madre di Dio delle Scuole Pie, poi a Parigi, in Francia. Tornato in Polonia, fu eletto dai governatori del Voivodato di Kalisz al Sejm, il Parlamento nazionale, per rappresentare il Regno del Congresso (nato nel 1814), uno Stato satellite della Russia. Era membro del Partito Liberale e rimase in Parlamento sino al 1820.
Avendo sostenuto i Moti rivoluzionari del 1820 e '21, fu allontanato da i filo-russi, mossi dallo Zar Alessandro I, dal Parlamento assieme al fratello Wincenty Niemojowski (1784-1834). Nel 1821 sposò Wiktoria Lubowidzka, dalla quale ebbe due figli. Tornato in politica, fu chiamato a presiedere il Governo Nazionale, come successore del generale Jan Krukowiecki, il 7 settembre 1831. Niemojowski dovette affrontare la perdita del sostegno degli abitanti di Varsavia, ma non riuscì e l'esecutivo fu costretto in esilio, vanificando la Rivolta di Novembre e gli sforzi degli abitanti. A nulla servirono numerose, ma piccole rivolte armate, che terminarono sempre in un bagno di sangue.
In un primo tempo, Niemojowski, che rappresentava il ricercato numero uno, si nascose a Modlin, un paesino nei pressi di Varsavia. Nel frattempo gli succedette il generale Maciej Rybiński (1784-1874), con il quale morì il Governo Nazionale il 9 ottobre 1831. Niemojowski decise dunque di riparare in Francia aggiungendo così un altro nome illustre alla Wielka Emigracja. Come lui, tanti altri intellettuali si erano rifugiati all'estero: Czartoryski, Fryderyk Chopin, Mickiewicz e Cyprian Kamil Norwid, per citarne alcuni. E come tutti loro, tormentato dalla nostalgia per la Patria perduta, morì lontano.